# Tiberkanine
Tiberkanine là một đô thị thuộc tỉnh Aïn Defla, Algérie. Dân số thời điểm năm 2002 là 14.907 người.